# Mós (Bragança)
Mós ist eine Gemeinde (Freguesia) im portugiesischen Kreis Bragança. In ihr leben 175 Einwohner (Stand 19. April 2021).

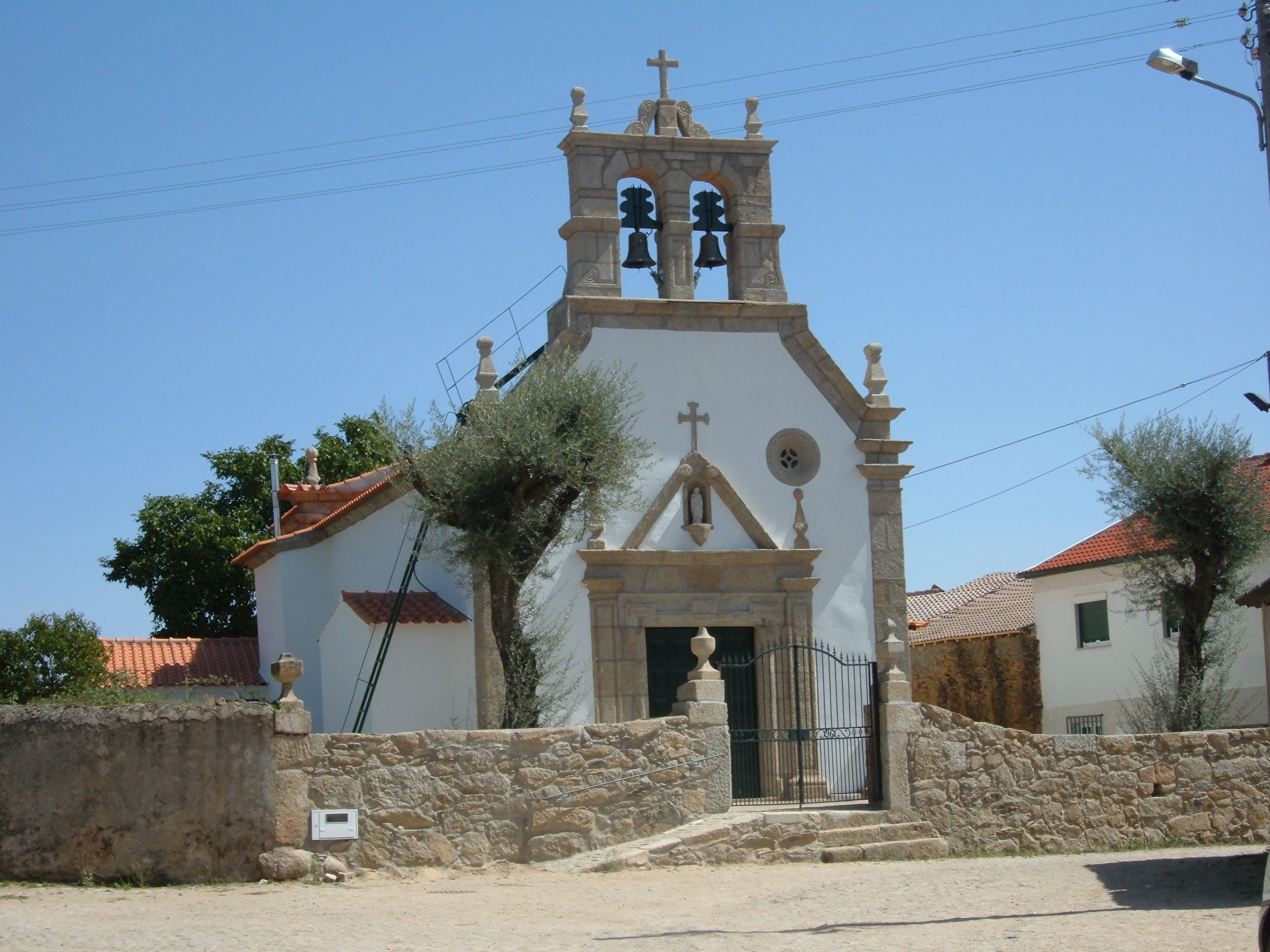
Die Petrikirche in Mós